# زنبق سفید کره‌ای
زنبق سفید کره‌ای (نام علمی: Iris odaesanensis) نام یک گونه از سرده زنبق است.